# Ferran Adrià

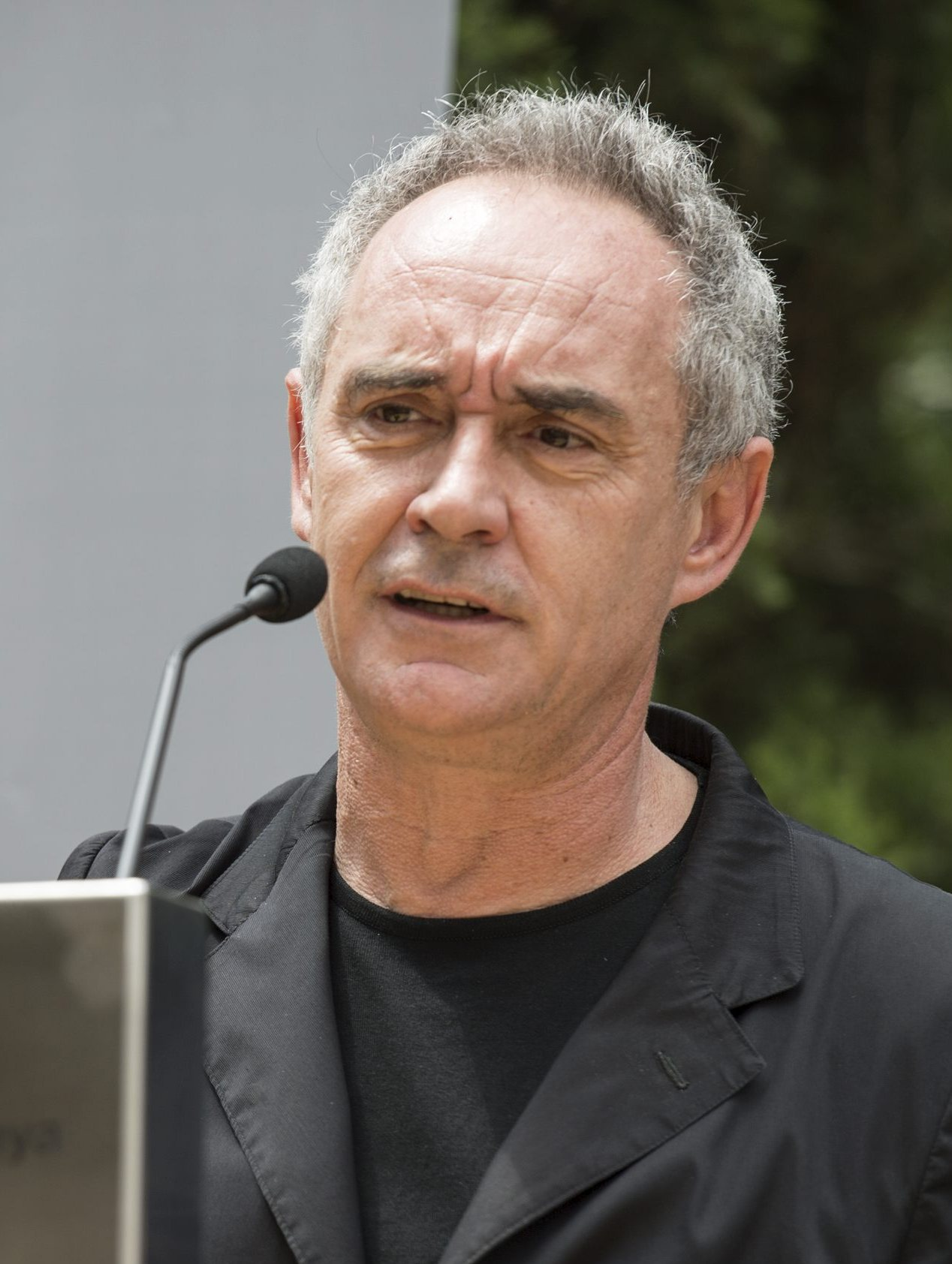
Ferran Adrià (2014).

Ferran Adrià Acosta (L'Hospitalet de Llobregat, 14 mei 1962) is een Spaanse kok.

## Loopbaan
Adrià was chef-kok en samen met zijn broer Albert Adrià en sommelier Juli Soler de drijvende kracht achter restaurant El Bulli in Roses (ook: Rosas) aan de Costa Brava in Spanje. Dat restaurant, waar Ferran Adrià in 1984 begon te werken, had sinds 1997 drie Michelinsterren en sloot in augustus 2011 zijn deuren voor gewoon publiek; het was overigens een restaurant dat zes maanden per jaar geopend was. Het ging verder als stichting en 'museum' en laboratorium om nieuwe gerechten en technieken uit te proberen.
Hij werkt samen met verschillende bedrijven en geeft workshops en lezingen over de hele wereld.
Adrià wordt als een van de beste chefs ter wereld beschouwd en heeft de tweede plaats in de European Restaurant Ranking. Zijn restaurant had drie Michelinsterren en stond in 2005 op de tweede plaats in de Restaurant Top 50. El Bulli stootte in 2006 het Engelse restaurant The Fat Duck van de eerste plaats. Vanaf 2010 werd het restaurant Noma in Kopenhagen uitgeroepen tot beste restaurant ter wereld.